# Fernando Abramo
Fernando Abramo (Palermo, Reino de Sicilia, 3 de noviembre de 1783 o 1786 - Buenos Aires, Argentina, 5 de diciembre de 1872) fue un militar argentino de origen siciliano, que participó en la guerra de Independencia de la Argentina.

## Biografía
Se radicó desde muy joven en Buenos Aires y se involucró en las guerras de independencia argentinas, ingresando en el Regimiento de Patricios el 3 de febrero de 1812. Al año siguiente, en 1813, fue enviado para su incorporación en el Ejército Auxiliar del Alto Perú, que lucharía en esa región. Participó en las derrotas de Vilcapugio y Ayohuma, bajo las órdenes del General Manuel Belgrano, y en la de Sipe Sipe, a órdenes de José Rondeau.
Se dirigió a Mendoza en junio de 1816 y se unió al ejército del General José de San Martín, que se preparaba para realizar el Cruce de los Andes, incorporándose al Batallón de Artillería; participó en la batalla de Chacabuco, en 1817. El 15 de julio fue promovido a cabo segundo, mientras que el 20 de diciembre fue ascendido a cabo primero, rango con el que luchó en las batallas de Cancha Rayada y Maipú.
También participó en la Expedición Libertadora del Perú y participó en los combates de Pisco y Jauja, y en la Batalla de Pasco. Fue uno de los primeros oficiales en ingresar a la ciudad de Lima y participó en el sitio de las fortalezas del Callao. Alcanzó el grado de teniente coronel. Fue capturado en el combate de Machacona y se decidió su ejecución por ser extranjero, pero San Martín amenazó con que, si lo hacían, ejecutaría a los prisioneros realistas que tenía en su poder. Trasladado a una prisión en una isla del Lago Titicaca, fue liberado después de la Batalla de Ayacucho.
Regresó a Buenos Aires, donde se le dio el título de "Heroico defensor de la patria", y la ciudadanía argentina. Prestó servicios en la frontera con los indígenas, en los fuertes Independencia y Salto. Se opuso a la revolución de Juan Lavalle en 1828 y a órdenes de Juan Manuel de Rosas combatió en la Batalla de Puente de Márquez como coronel de infantería. Participó en la campaña de 1831 contra la Liga del Interior.
Pasó muchos años en guarniciones en la Provincia de Santa Fe, en la capital de la provincia como en Rosario y en las guarniciones de la frontera con los indígenas. Pasó a retiro en la década de 1840.
Volvió a prestar servicios militares durante el sitio de Buenos Aires, en 1853, pero volvió a su retiro al final del mismo. En 1866 fue incluido en la lista de guerreros de la independencia, de modo que comenzó a cobrar una pensión vitalicia.
Falleció en Buenos Aires en diciembre de 1872.

## Condecoraciones
Abramo recibió diversas condecoraciones por sus acciones durante el Cruce de los Andes. Tras la batalla de Chacabuco recibió el escudo de paño en forma oval con fondo blanco, con la inscripción de A los vencedores de Chacabuco, y el cordón de honor amarillo, acompañado por el título de Heroico Defensor de la Patria, entregado por el gobierno de las Provincias Unidas del Río de la Plata. El gobierno chileno le concedió un escudo circular con fondo blanco, con la leyenda A los vencedores de Maipú.

## Homenajes
El pueblo de Abramo, ubicado en el departamento Hucal de la provincia de La Pampa, lleva su nombre en su honor.